# Bāgh Borj
Bāgh Borj (persiska: باغ برج) är en ort i Iran.   Den ligger i provinsen Kerman, i den sydöstra delen av landet, 1 000 km sydost om huvudstaden Teheran. Bāgh Borj ligger 2 282 meter över havet och antalet invånare är 118.
Terrängen runt Bāgh Borj är huvudsakligen kuperad, men västerut är den bergig. Terrängen runt Bāgh Borj sluttar österut. Runt Bāgh Borj är det glesbefolkat, med 13 invånare per kvadratkilometer. Närmaste större samhälle är Āshīn-e Soflá, 9,7 km sydväst om Bāgh Borj. Trakten runt Bāgh Borj är ofruktbar med lite eller ingen växtlighet.